# 쿠타이시현

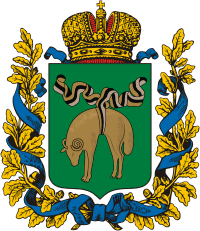
쿠타이시현의 문장

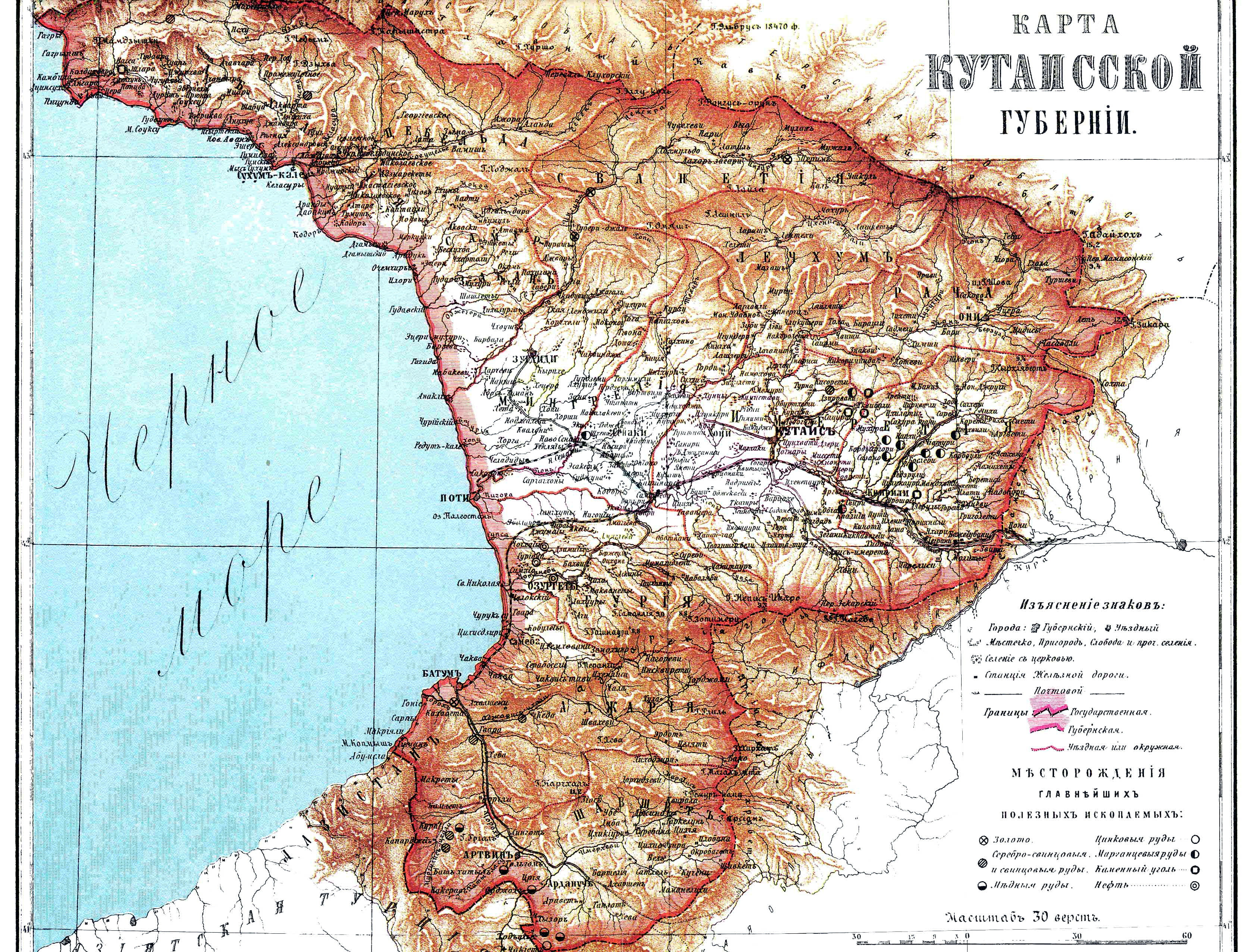
쿠타이시현의 지도

쿠타이시현(러시아어: Кутаисская губерния, 조지아어: ქუთაისის გუბერნია)은 1846년부터 1917년까지 존재했던 러시아 제국의 현으로 현도는 쿠타이시이며 면적은 21,093km2, 인구는 913,657명(1897년 당시 기준)이다. 현재의 조지아 서부에 걸쳐 있었다. 1846년 그루지노이메레티현에서 분리되어 신설되었다.